# Calheta
Calheta – gmina (port. concelho) i miasteczko (port. vila) w Portugalii, w Regionie Autonomicznym Madera, zlokalizowana w południowo-zachodniej części wyspy Madera, nad Oceanem Atlantyckim. Według danych z 2011 r. gmina liczyła 11 521 mieszkańców.

## Sołectwa
W skład gminy wchodzi 8 sołectw (ludność w 2011 r.)
- Arco da Calheta – 3168 osób
- Calheta – 3163 osoby
- Estreito da Calheta – 1607 osób
- Fajã da Ovelha – 895 osób
- Jardim do Mar – 204 osoby
- Paul do Mar – 871 osób
- Ponta do Pargo – 909 osób
- Prazeres – 704 osoby